# 리루프릿
《마법변신! 아이돌 프린세스 리틀프릿》((릴프리/일본어:リルぷりっ)은 릴프리 유비푸루히메첸! (リルぷりっ ゆびぷるひめチェン!)이라는 세가에서 제작한 일본의 여아용 아케이드 게임, 혹은 이를 원작으로 하는 TV 애니메이션과 만화작품.

## 등장 인물
- 유키모리 링고(雪森りんご)/사과

성우 - 와다 아야카/여민정
애플파이 가게의 딸. 남동생 수가 7명. 밝고 긍정적인 성격. 요리가 특기다. 프린스를 좋아한다.모티브는 백설공주.
- 타카시로 레일라(高城レイラ)/유리

성우 - 마에다 유카/김영은
아버지가 이탈리아 사람으로, 상냥하고 차분하지만 약간 멍한 성격. 특기는 청소와 바느질. 모티브는 신데렐라.
- 사사하라 나츠키(笹原名月)/루나

성우 - 후쿠다 카논/박리나
옷감 전문점의 딸. 쿨하고 자존심이 강하며, 거짓말을 매우 싫어한다. 스포츠가 특기. 모티브는 카구야(달나라) 공주.
- 세이（セイ)

성우 - 타카기 레이코/정혜옥
링고(사과)의 마법펫. 파랑새의 모습.
- 다이（ダイ)/람이

성우 - 나카츠카사 유우카/정선혜
레일라(유리)의 마법펫. 야마네의 모습.
- 료쿠（リョク)/용이

성우 - 하야미즈 리사/한채언
나츠키(루나)의 마법펫. 아기 용(龍)의 모습.
- 크리스

성우 - 카키하라 테츠야/최승훈
본래 동화나라의 왕자였으나, 마법의 돌을 얻기 위해 마법카드를 고르는 과정에서 토끼가 되는 저주에 걸린다. 항상 시계를 들고 다닌다.
- Wish/프린스

성우 - 카키하라 테츠야/최승훈
링고, 레일라, 나츠키(사과, 유리, 루나)가 동경하는 아이돌 가수. 크리스가 임시로 인간으로 돌아온 모습. 후반부에는 은퇴를 선언하고 완전히 토끼 크리스로 돌아오지만, 막화에선 릴프리 덕분에 원래의 모습을 되찾는다.
- 동화(童話) 나라의 여왕

성우 - 사쿠마 레이/박경혜
링고, 레일라, 나츠키(사과, 유리, 루나)에게 마법 공주로서의 활동을 위임.
- 루(ルゥ)/루루

성우 - 간다 아케미/김새해
동화나라에 살고 있는 꽃의 요정.
- 리리(リリ)

성우 - 야하기 사유리/김율
동화나라의 바다에 사는 인어소녀.
- 헨젤(ヘンゼル)

성우 - 가와쇼 미유키/박경혜
'과자의 집'의 소년.
- 그레텔(グレーテル)

성우 - 나카오 에리/정혜원
'과자의 집'의 소녀.
- 비비(ビビ)

성우 - 사와시로 미유키/김선혜
동화나라의 고양이. 크리스 왕자에게 걸린 주문을 풀기 위해 인간계로 온다. 처음에는 링고들을 경계하여 제멋대로 행동했으나, 크리스 왕자가 심상치 않은 상황에 놓이자 협력한다.
- 일촌 법사(一寸法師)

성우 - 후루시마 키요타카
- 모미지(もみじ)

성우 - 쇼지 우메카
- 동화나라의 산타클로스

성우 - 오모로 마사유키/선호제
- 빨강두건(赤ずきん)/빨간망토

성우 - 이토 가나에/이소은
- 우라시마 타로

성우 - 이나바 미노루
- 오토히메(乙姬)

성우 - 나바타메 히토미
- 그 외 참여 성우(한국): 박경혜, 이소은, 김새해, 김율, 강호철, 김현심, 안영미, 김국진, 선호제, 정혜원, 소정환, 김광국, 서윤선, 최지훈, 신용우, 홍범기